# Уборки (Черниговская область)
У́борки (укр. Уборки) — село Куликовского района Черниговской области Украины. Население 37 человек.
Код КОАТУУ: 7422782503. Почтовый индекс: 16311. Телефонный код: +380 4643.

## Власть
Орган местного самоуправления — Горбовский сельский совет. Почтовый адрес: 16311, Черниговская обл., Куликовский р-н, с. Горбово, ул. Мира 97, тел. 2-34-10, 2-34-32.